# Cavo Diotti
Il Cavo Diotti è un canale artificiale costruito nel 1787 che sfocia nel torrente Bevera. Le acque del canale provengono da sorgenti presenti nel Canton Ticino e nel territorio di Viggiù Il Cavo prende il nome da Luigi Diotti, che volle l'opera e ne finanziò la realizzazione. Il Cavo Diotti transita in Valceresio, nel territorio di Viggiù, in provincia di Varese, per poi sfociare nel torrente Bevera, che è un affluente dell'Olona.

## Storia
Il Cavo Diotti fu voluto dall'avvocato Luigi Diotti per irrigare le sue proprietà. Diotti era una grande possidente terriero che, in precedenza, aveva ricoperto la carica di "commissario del fiume", cioè quella funzione attribuita dal Senato di Milano che prevedeva un'attività di controllo nei confronti degli utilizzatori delle acque del fiume Olona. I fondi terrieri da lui posseduti si trovavano anche a Pantanedo, che era l'utenza finale del Cavo Diotti. Diotti, per realizzare l'opera, chiese ed ottenne il permesso dall'imperatore Francesco Giuseppe I d'Austria.
Il progetto fu però foriero di polemiche: nel 1783, 32 utilizzatori delle acque del fiume si opposero strenuamente sostenendo che il prelevamento d'acqua sarebbe stato superiore alla sua introduzione. Diotti chiese nuovamente l'appoggio dell'imperatore, che ottenne insieme all'approvazione del progetto da parte della Regia Camera. Dato l'appoggio governativo, il consorzio del fiume Olona cedette ed il 17 marzo 1786 diede il permesso per l'avvio dei lavori di costruzione. Per il Cavo che avrebbe portato il suo nome, Diotti riuscì ad accaparrarsi le migliori fonti del territorio di Viggiù e del Canton Ticino. Le opere di costruzione furono completate nel febbraio del 1787.
Anche quando il Cavo entrò in funzione, le polemiche non si placarono. Per decenni ci furono delle dispute sulla quantità d'acqua immessa - che molti giudicavano insufficiente a causa del sistema di misurazione - e sullo stato manutentivo della zona delle sorgenti dell'Olona, dove il Cavo Diotti immetteva acqua. Inoltre, Diotti chiedeva di poter estrarre la quasi totalità dell'acqua immessa, mentre il consorzio pretendeva invece che l'estrazione considerasse il regime di magra del fiume. La disputa si risolse solo nel 1862, con il versamento di 61.493 lire al consorzio come risarcimento per i maggiori prelievi d'acqua e per la manutenzione della zona delle sorgenti.
Il tratto meridionale del Cavo Diotti, cioè quello che estraeva a Castegnate l'acqua dell'Olona precedentemente immessa, venne poi interrato nel 1918 in seguito alla forte urbanizzazione della zona agricola di Pantanedo. Dato che la richiesta d'acqua per scopi irrigui si era quasi azzerata, questa parte del Cavo Diotti non venne infatti più adoperata. Alcuni tratti del canale sono ancora esistenti nei comuni di Nerviano e Lainate; a Parabiago il Cavo Diotti è stato utilizzato come sede del collettore che porta le acque reflue al depuratore consortile.
Il tratto del Cavo Diotti che prelevava acqua a Castegnate, finché fu in funzione, rappresentò la derivazione artificiale più importante dell'Olona.